# توکوروتن
توکوروتن (به ژاپنی: 心太, ところてん Tokoroten) یکی از انواع واگاشی (شیرینی ژاپنی) است.